# Никола Димшић
Никола Димшић (Нови Сад, 1821. — ?) био је српски сликар, позлатар и иконописац.

## Дело
Никола Димшић је насликао иконе Скидање Христа (1841) и Васкрсење (1847) у манастиру Крушедол. Познате су и његове композиције Соломонов суд и Христос међу свештеницима, те портрет патријарха Германа Анђелића (1880).
Позлатио је барокни иконостас цркве Вазнесења господњег у Ади. Радио је позлату иконостаса у Врбасу. Живописао је 1895. иконе на иконостасу храма Силаска Светог Духа на апостоле у Бољанићу. Познато је још да је у цркви Светог Вазнесења у Ђурђеву иконе у сводовима цркве радио Стеван Алексић, док je целиваће иконе 1856. радио Никола Димшић.
Његов отац Димитрије, био је познати новосадски сликар и иконописац.